# فهرست گل‌های ملی زین الدین زیدان

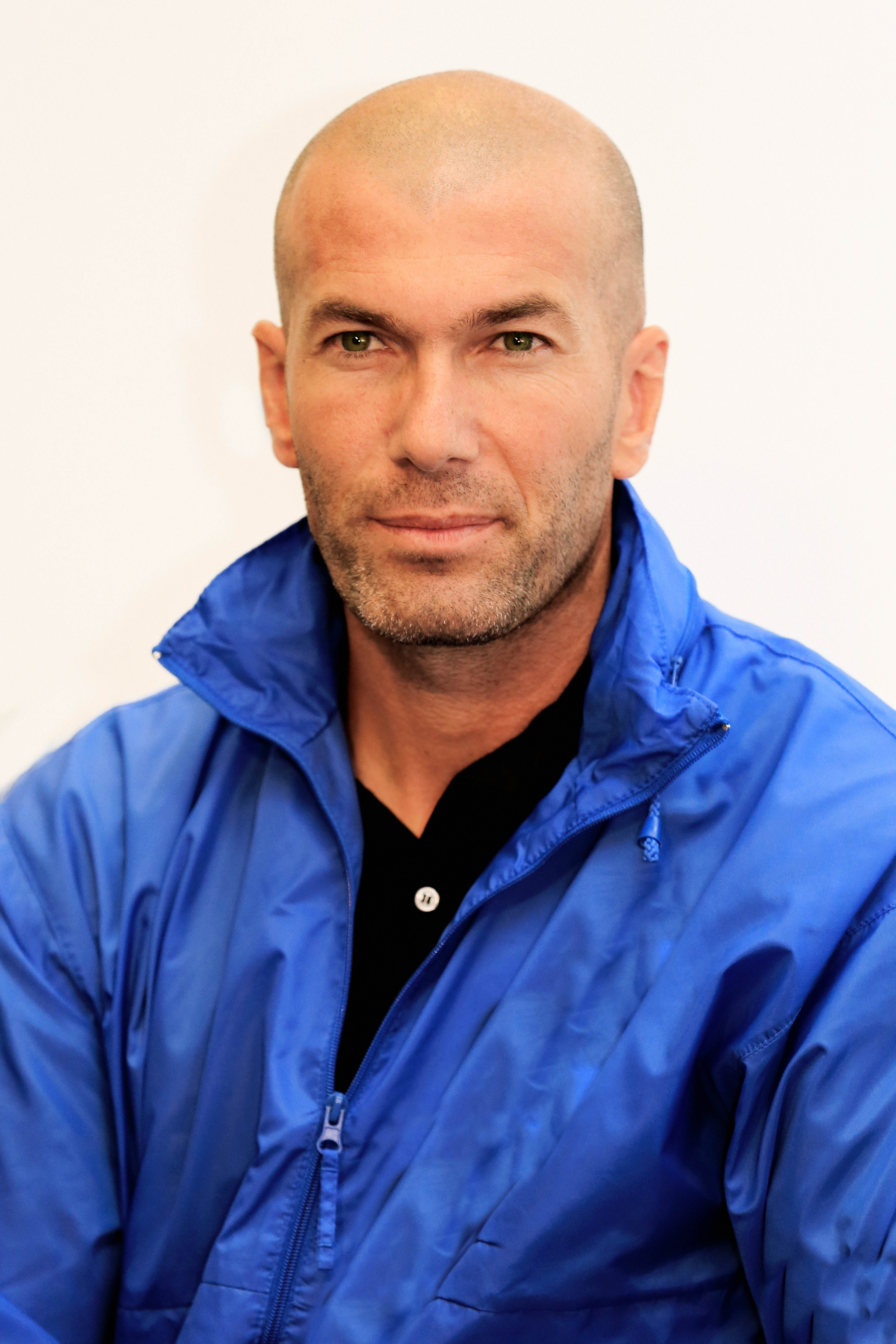
زیدان در سال ۲۰۱۳

زین الدین زیدان یک فوتبالیست بازنشسته فرانسوی است که از سال ۱۹۹۴تا ۲۰۰۶به عنوان هافبک هجومی نماینده تیم ملی فوتبال فرانسه بود . وی در طول فعالیت بین‌المللی خود ۱۰۸بازی انجام داده است  و ۳۱ گل ملی را به ثمر رسانده است ، ۵ مورد از آنها در جام جهانی بود . او پنجمین گلزن برتر فرانسه است . وی همچنین در ۳جام جهانی ( ۱۹۹۸ ، ۲۰۰۲ ، ۲۰۰۶ ) و ۳ جام ملت‌های اروپا ( ۱۹۹۶ ، ۲۰۰۰ ، ۲۰۰۴ ) نماینده فرانسه بوده است. او اولین گل خود را برای آبی ها در اوت ۱۹۹۴ در بازی دوستانه مقابل جمهوری چک به ثمر رساند، جایی که او ۲ گل به ثمر رساند تا بازی را به تساوی ۲ بر ۲ برساند. وی یکی از ستاره های اصلی نسل طلای فرانسه به حساب می آید که از سال ۱۹۹۸تا ۲۰۰۶ وجود داشته است زیرا او به این تیم کمک کرد تا در دیدار پایانی جام جهانی ۱۹۹۸ و دیدار پایانی جام ملتهای اروپا ۲۰۰۰ فینالیست شود ، زیرا در دیدار نهایی ۲ گل به ثمر رساند و بهترین بازیکن. جایزه مسابقات برای رقابت دوم. او آخرین بازی حرفه ای فوتبال خود را انجام می داد و آخرین گل ملی خود را در دیدار پایانی جام جهانی ۲۰۰۶ به ثمر می رساند ، جایی که پس از ضربه سر مارکو ماتراززی ، او را به دلیل بدنامی در وقت اضافی اخراج کرد زیرا مارکو در مورد خواهرش اظهار نظر کرده بودند . او همچنین برنده جایزه توپ طلای جام جهانی آن سال شد.

## گلهای ملی
| تعداد | تاریخ          | میزبان                                            | رقیب      | زده | نهایی       | رقابت                                       |
| ----- | -------------- | ------------------------------------------------- | --------- | --- | ----------- | ------------------------------------------- |
| ۱.    | ۱۷ اوت ۱۹۹۴    | ورزشگاه شابان-دلمس, بوردو، فرانسه                 | چک        | ۲-۱ | ۲-۲         | دوستانه                                     |
| ۲.    | ۱۷ اوت ۱۹۹۴    | ورزشگاه شابان-دلمس, بوردو، فرانسه                 | چک        | ۲-۲ | ۲-۲         | دوستانه                                     |
| ۳.    | ۶ سپتامبر ۱۹۹۵ | ورزشگاه دو لابه-دشان, اُسِر، فرانسه                 | آذربایجان | ۰-۷ | ۰-۱۰        | مرحله مقدماتی جام ملت‌های اروپا ۱۹۹۶         |
| ۴.    | ۱۱ اکتبر ۱۹۹۵  | ورزشگاه استوا, بخارست، رومانی                     | رومانی    | ۱-۳ | ۱-۳         | مرحله مقدماتی جام ملت‌های اروپا ۱۹۹۶         |
| ۵.    | ۲۱ فوریه ۱۹۹۶  | ورزشگاه کوستیر, نیم، فرانسه                       | یونان     | ۱-۳ | ۱-۳         | دوستانه                                     |
| ۶.    | ۱۱ ژوئن ۱۹۹۷   | ورزشگاه پارک ده پرنس, پاریس، فرانسه               | ایتالیا   | ۰-۱ | ۲-۲         | دوستانه                                     |
| ۷.    | ۲۸ ژانویه ۱۹۹۸ | ورزشگاه استاد دو فرانس, سن دنی، سن سن دنی، فرانسه | اسپانیا   | ۰-۱ | ۰-۱         | دوستانه                                     |
| ۸.    | ۲۵ فوریه ۱۹۹۸  | ورزشگاه ولودروم, مارسی، فرانسه                    | نروژ      | ۱-۲ | ۳-۳         | دوستانه                                     |
| ۹.    | ۲۷ می ۱۹۹۸     | ورزشگاه محمد پنجم, کازابلانکا، مراکش              | بلژیک     | ۰-۱ | ۰-۱         | دوستانه                                     |
| ۱۰.   | ۱۲ ژوئیه ۱۹۹۸  | ورزشگاه استاد دو فرانس, سن دنی، سن سن دنی، فرانسه | برزیل     | ۰-۱ | ۰-۳         | فینال جام جهانی فوتبال ۱۹۹۸                 |
| ۱۱.   | ۱۲ ژوئیه ۱۹۹۸  | ورزشگاه استاد دو فرانس, سن دنی، سن سن دنی، فرانسه | برزیل     | ۰-۲ | ۰-۳         | فینال جام جهانی فوتبال ۱۹۹۸                 |
| ۱۲.   | ۸ سپتامبر ۱۹۹۹ | ورزشگاه هرازدان, ایروان، ارمنستان                 | ارمنستان  | ۱-۲ | ۲-۳         | مرحله مقدماتی جام ملت‌های اروپا ۲۰۰۰         |
| ۱۳.   | ۲۳ فوریه ۲۰۰۰  | ورزشگاه استاد دو فرانس, سن دنی، سن سن دنی، فرانسه | لهستان    | ۰-۱ | ۰-۱         | دوستانه                                     |
| ۱۴.   | ۴ ژوئن ۲۰۰۰    | ورزشگاه محمد پنجم, کازابلانکا، مراکش              | ژاپن      | ۱-۱ | ۲-۲         | دوستانه                                     |
| ۱۵.   | ۲۵ ژوئن ۲۰۰۰   | ورزشگاه یان برایدل, بروخه، بلژیک                  | اسپانیا   | ۰-۱ | ۱-۲         | جام ملت‌های اروپا ۲۰۰۰                       |
| ۱۶.   | ۲۸ ژوئن ۲۰۰۰   | ورزشگاه کینگ بودوئن, بروکسل، بلژیک                | پرتغال    | ۱-۲ | ۱-۲         | جام ملت‌های اروپا ۲۰۰۰                       |
| ۱۷.   | ۲۷ فوریه ۲۰۰۱  | ورزشگاه استاد دو فرانس, سن دنی، سن سن دنی، فرانسه | آلمان     | ۰-۱ | ۰-۱         | دوستانه                                     |
| ۱۸.   | ۲۴ مارس ۲۰۰۱   | ورزشگاه استاد دو فرانس, سن دنی، سن سن دنی، فرانسه | ژاپن      | ۰-۱ | ۰-۵         | دوستانه                                     |
| ۱۹.   | ۲۷ فوریه ۲۰۰۲  | ورزشگاه استاد دو فرانس, سن دنی، سن سن دنی، فرانسه | اسکاتلند  | ۰-۱ | ۰-۵         | دوستانه                                     |
| ۲۰.   | ۲۹ مارس ۲۰۰۳   | ورزشگاه بولارت دللیس, لان، فرانسه                 | مالت      | ۰-۴ | ۰-۶         | مرحله مقدماتی جام ملت‌های اروپا ۲۰۰۴         |
| ۲۱.   | ۲۹ مارس ۲۰۰۳   | ورزشگاه بولارت دللیس, لان، فرانسه                 | مالت      | ۰-۶ | ۰-۶         | مرحله مقدماتی جام ملت‌های اروپا ۲۰۰۴         |
| ۲۲.   | ۲ آوریل ۲۰۰۳   | ورزشگاه رنزو باربرا, پالرمو، ایتالیا              | اسرائیل   | ۰-۲ | ۱-۲         | مرحله مقدماتی جام ملت‌های اروپا ۲۰۰۴         |
| ۲۳.   | ۶ ژوئن ۲۰۰۴    | ورزشگاه استاد دو فرانس, سن دنی، سن سن دنی، فرانسه | اوکراین   | ۰-۱ | ۰-۱         | دوستانه                                     |
| ۲۴.   | ۱۳ ژوئن ۲۰۰۴   | ورزشگاه استادیو دا لوز، لیسبون، پرتغال            | انگلستان  | ۱-۱ | ۱-۲         | جام ملت‌های اروپا ۲۰۰۴                       |
| ۲۵.   | ۱۳ ژوئن ۲۰۰۴   | ورزشگاه استادیو دا لوز، لیسبون، پرتغال            | انگلستان  | ۱-۲ | ۱-۲         | جام ملت‌های اروپا ۲۰۰۴                       |
| ۲۶.   | ۲۱ ژوئن ۲۰۰۴   | ورزشگاه سیداد ده کویمبرا، کویمبرا، پرتغال         | سوئیس     | ۰-۱ | ۱-۳         | جام ملت‌های اروپا ۲۰۰۴                       |
| ۲۷.   | ۱۷ اوت ۲۰۰۵    | ورزشگاه استاد دو فرانس, سن دنی، سن سن دنی، فرانسه | ساحل عاج  | ۰-۲ | ۰-۳         | دوستانه                                     |
| ۲۸.   | ۱۲ اکتبر ۲۰۰۵  | ورزشگاه استاد دو فرانس, سن دنی، سن سن دنی، فرانسه | قبرس      | ۰-۱ | ۰-۴         | مرحله مقدماتی جام جهانی فوتبال ۲۰۰۶ (اروپا) |
| ۲۹.   | ۲۷ ژوئن ۲۰۰۶   | ورزشگاه ها د ئی-آرنا, هانوفر، آلمان               | اسپانیا   | ۱-۳ | ۱-۳         | جام جهانی فوتبال ۲۰۰۶                       |
| ۳۰.   | ۵ ژوئیه ۲۰۰۶   | ورزشگاه آلیانتس آرنا, مونیخ، آلمان                | پرتغال    | ۰-۱ | ۰-۱         | جام جهانی فوتبال ۲۰۰۶                       |
| ۳۱.   | ۹ ژوئیه ۲۰۰۶   | ورزشگاه المپیک برلین, برلین، آلمان                | ایتالیا   | ۰-۱ | ۱-۱ (۵–۳ پ) | فینال جام جهانی فوتبال ۲۰۰۶                 |

## آمار
| سال   | ک   | گلها |
| ----- | --- | ---- |
| ۱۹۹۴  | ۲   | ۲    |
| ۱۹۹۵  | ۶   | ۲    |
| ۱۹۹۶  | ۱۲  | ۱    |
| ۱۹۹۷  | ۸   | ۱    |
| ۱۹۹۸  | ۱۵  | ۵    |
| ۱۹۹۹  | ۶   | ۱    |
| ۲۰۰۰  | ۱۳  | ۴    |
| ۲۰۰۱  | ۸   | ۲    |
| ۲۰۰۲  | ۹   | ۱    |
| ۲۰۰۳  | ۷   | ۳    |
| ۲۰۰۴  | ۷   | ۴    |
| ۲۰۰۵  | ۵   | ۲    |
| ۲۰۰۶  | ۱۰  | ۳    |
| مجموع | ۱۰۸ | ۳۱   |